# Ochthebius quadrifoveolatus
Ochthebius quadrifoveolatus es una especie de escarabajo del género Ochthebius, familia Hydraenidae. Fue descrita científicamente por Wollaston en 1854.
Se distribuye por Turquía. Mide 2,5 milímetros de longitud y su edeago 0,54 milímetros. Se ha encontrado a altitudes de 800-1100 metros.